# Carte vitale du bâtiment
La « carte vitale du bâtiment » (ou carte vitale du logement) est un projet issu de l’un des chantiers du « Plan Bâtiment Durable » français (présidé par Philippe Pelletier). C'est sous cette dénomination provisoire la première et principale solution proposée (en mars 2014) par un groupe de travail consacré dans ce cadre au thème « Rénovation des logements : du diagnostic à l’usage ».

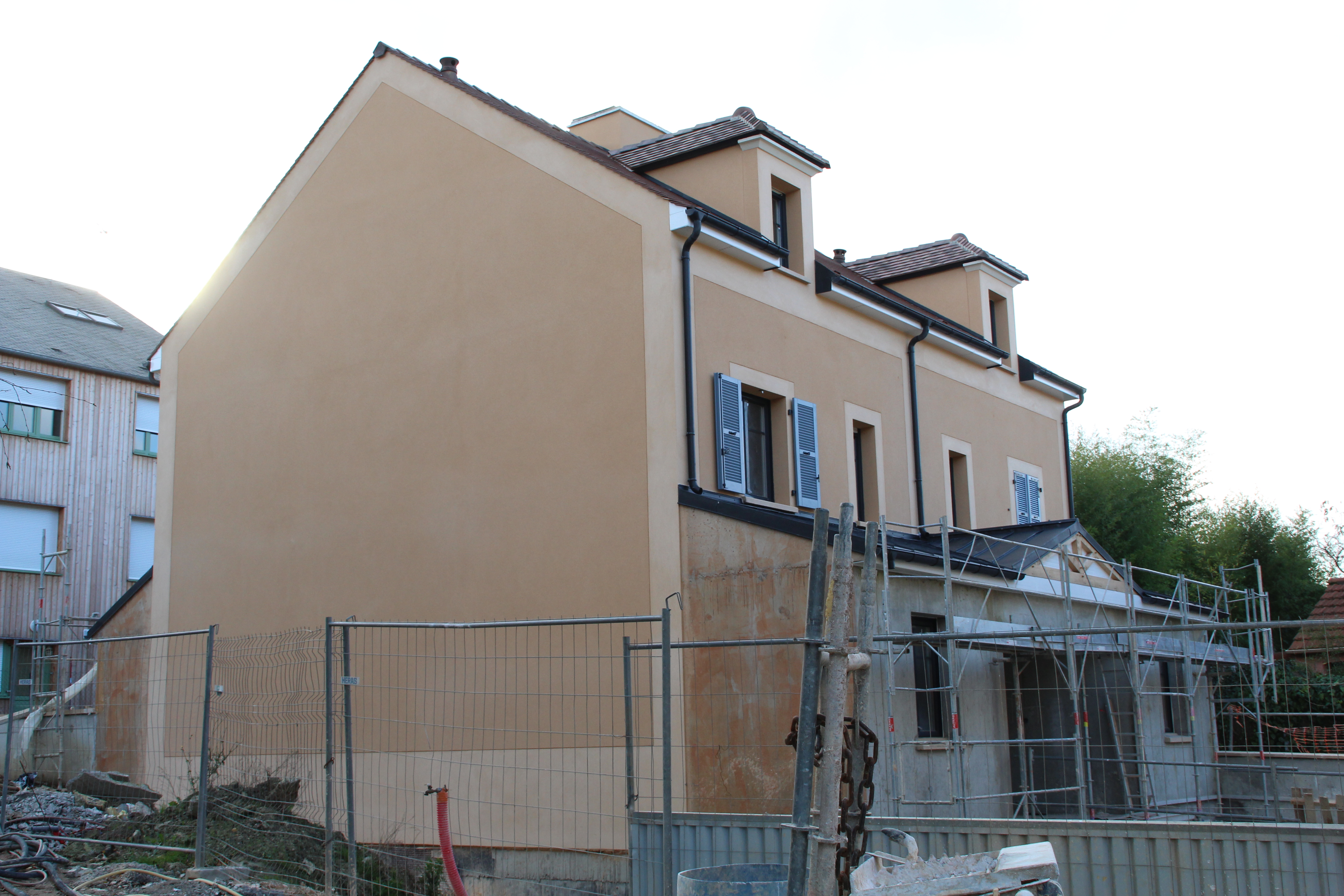
La « carte vitale du bâtiment » devrait être obligatoirement créée à la construction d'un logement, ou lors de rénovation ou modifications importantes, mais elle pourrait aussi l'être à tout moment, volontairement selon le souhait des occupants

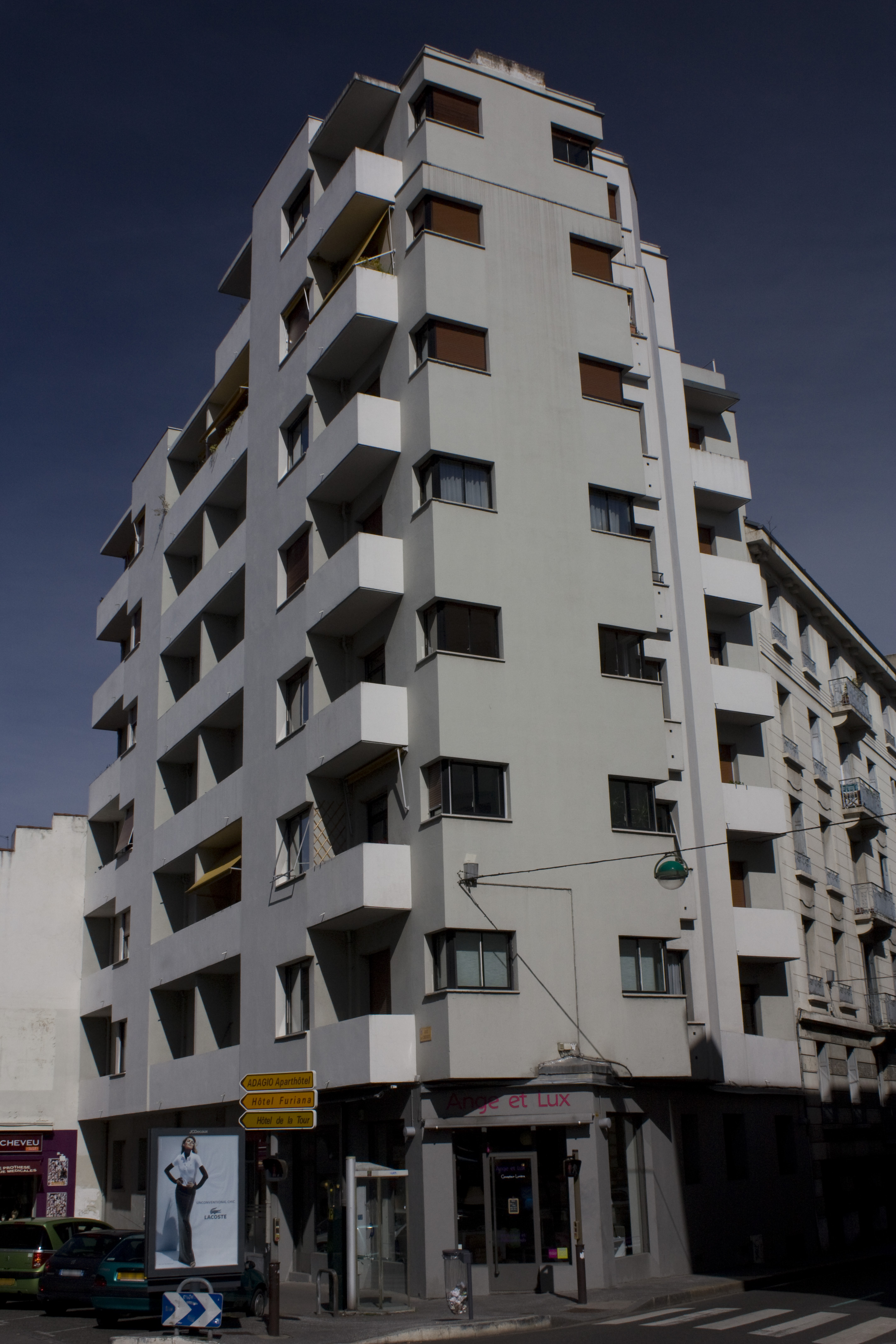
Les copropriétés neuves, à partir d'un socle de base (diagnostic initial) auront une vision plus globale de l'état du patrimoine individuel et partagé

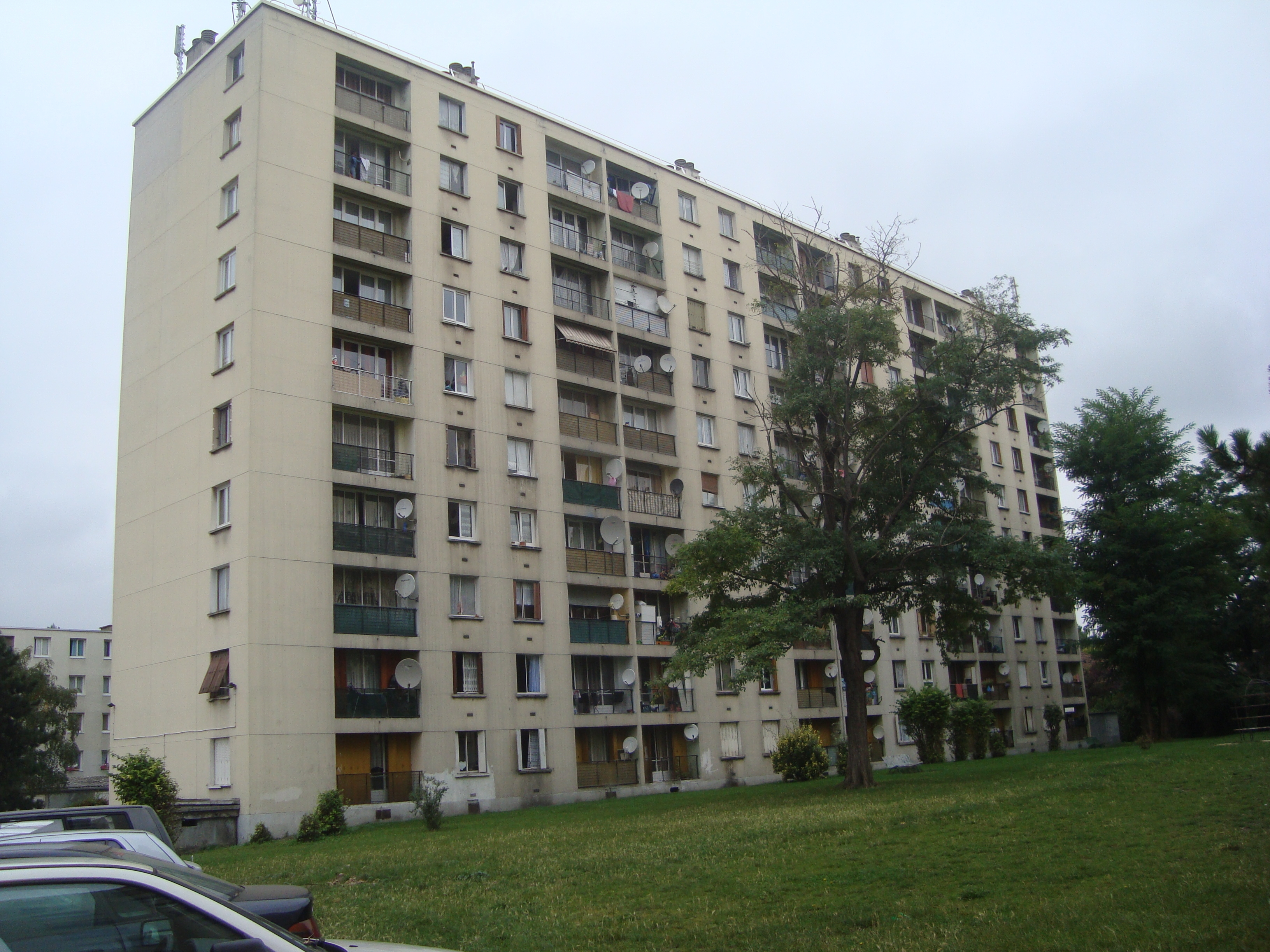
Les données récoltées permettront aux copropriétés anciennes de prioriser les investissements de rénovation les plus aptes à diminuer la facture énergétique individuelle et collective des habitants et améliorer leur confort de vie

Il s'agit d'un document dématérialisé , qui pourra aussi être la version numérique et interopérable du « passeport efficacité énergétique » (aussi dit « P2E »)  ,, et du carnet numérique de suivi et d’entretien du logement, qui permettront un suivi dynamique (et mutualisable dans les copropriétés ou logements partagés), obligatoirement à partir de 2017 pour tous les logements neufs et avant le 1er janvier 2025 (dernière limite) pour tout logement ancien et à chaque mutation (achat/vente, location, changement d'usage). 
Son caractère numérique l'intègre « dans les réflexions conduites par Bertrand Delcambre, ancien président du Centre scientifique et technique du bâtiment, nommé par la ministre du Logement, de l'Égalité des Territoires et de la Ruralité, "ambassadeur du numérique dans le bâtiment" » et est présentée comme « dispositif partagé accélérateur de la transition énergétique et numérique du bâtiment » .
Cette « carte » pourra être progressivement mise en place, afin de rassembler toutes les informations utiles pour un même logement et faciliter la transition énergétique et écologique des ouvrages et bâtiments (existants et neufs), en s’inscrivant aussi dans le mouvement du « choc de simplification » (via un processus plus rapide (« fast track ») de  délivrance d’actes administratifs (permis de construire, autorisation de travaux…) si la demande est fournie en BIM (pour Building information modeling), une facilitation des certifications environnementales, l’utilisation et l’évaluation d’outils de type Conception assistée par ordinateur (CAO) ; Dessin assisté par ordinateur (DAO) ; Gestion de maintenance assistée par ordinateur (GMAO)/Gestion technique centralisée (GTC), et autres  orientées « gestion de patrimoine » et des ressources énergétiques s’appuyant sur le BIM, comme dans le « projet BIM 2015 » . Elle facilitera aussi la transformation d’informations vitales pour la vie et la durabilité du bâtiment à un éventuel nouveau propriétaire.  Pour Philippe Pelletier, « la carte vitale du logement doit être active en 2017 pour correspondre à l’échéance posée par la loi sur la transition énergétique ».

## Dénomination
La dénomination  « carte vitale » a été utilisé « par commodité » pour et par les acteurs et groupes de travail concernés mais « cette appellation n’est pas figée ». Les dénominations alternatives proposées sont notamment : « Bâticarte, carte d’identité numérique de la maison, carte d’identité du logement, passeport rénovation (énergétique), carnet de soin thermique, dossier médical du bâtiment, carnet de performance de l’habitat, carnet de santé de l’habitat, carnet de vie de l’ouvrage, carnet de bord électronique, livret électronique de l’habitat, clef vitale, clef numérique, boussole de l’immeuble, passeport technique, carnet de bord ».

## Histoire du projet
À la suite des travaux d’un groupe de travail dénommé  « BIM et gestion du patrimoine » (mars 2014)  et à sa proposition no 1 : « obliger progressivement la constitution d’une ‘carte vitale’ des ouvrages existants et neufs » ; ce projet est porté par un groupe de travail dénommé « Rénovation des logements : du diagnostic à l’usage. Inventons ensemble la carte vitale du logement ! », piloté par Emmanuel Cau et André Pouget et il vise à Intégrer le « passeport efficacité énergétique » sous une forme interopérable (au format IFC par exemple).
En juin 2014, un autre groupe de travail « Explorer l’obligation de rénovation énergétique dans le secteur résidentiel» a aussi conclu à l’utilité d’un « document d’identité du logement » .
La Direction du Plan Bâtiment Durable a le 2 juin 2014 définit l’objectif de ce groupe comme étant « de concourir à l’élaboration de la « carte vitale du logement », outil de mutualisation et de suivi dynamique de l’ensemble des informations concernant un même bâtiment. Dès à présent, le groupe de travail lance un appel à contributions afin de recueillir les idées, mais aussi les bonnes pratiques, les expériences, les savoir-faire… de l’ensemble de la filière » (collectés jusqu’au 30 juin 2014) 
Les pilotes du « Plan Bâtiment Durable » ont souhaité que le contenu et fonctionnement de la « carte vitale du logement » de demain s’appuie sur la réalité de terrain aujourd’hui en « tenant compte des évolutions nécessaires au-delà des clivages notamment techniques : comment est organisée et circule l’information dans les projets actuels ? quelles sont les initiatives publiques ou privées  ? ». Cette carte s’inscrit notamment dans  le cadre de l’objectif de rénovation gouvernemental de 500 000 logements par an d’ici à 2017.
Un think-tank dénommé « Fabrique Écologique » a produit une note sur le défi de la rénovation énergétique des logements, dans laquelle il est proposé de « généraliser des carnets de santé des logements sur le modèle des contrôles techniques automobiles. ». 
Dans le cadre de la Loi Duflot devenue Loi Pinel, en 2014 et dans les zones éligibles à cette loi, Cécile Duflot suggère que cette carte ou passeport puisse “s’engager dans une rénovation BBC compatible” en jouant le rôle de véritable outil d’audit énergétique et en stockant les préconisations de travaux faites après analyse du logement et évaluation des performances de chaque changement, permettant aux particuliers de faire les bons choix de travaux de rénovation, selon une démarche proche de celle du dispositif “Objectifs 500.000” de Sylvia Pinel.
En 2014, le législateur (Assemblée nationale) a repris une des propositions du groupe, via un amendement porté par la rapporteur Sabine Buis, adopté (en première lecture au sein de la « Loi de programmation relative à la transition énergétique pour la croissance ») qui est l’institution en France d’un « carnet numérique de suivi et d’entretien du logement (article 4bis), qui pourra aider les ménages à conserver et valoriser « les informations nécessaires à la bonne utilisation et au bon entretien de leur logement » et faciliter « leur démarche de rénovation ».
Le 29 octobre 2014, après l’examen d’initiatives proches ou en cours de développement ou existantes et après une concertation conduite auprès de plus d’une centaine d’acteurs et sur la base de 900 pages de contributions, et des conclusions de 3 ateliers thématiques respectivement consacrés aux « Maisons Individuelles, Copropriétés, Structuration du système d’information de la carte vitale », Emmanuel Cau et André Pouget ont rendu les conclusions et grandes orientations de préfiguration du groupe de travail à propos de la mise en œuvre de la carte vitale du logement ,,. Le groupe conclut que les outils existants ne répondent que partiellement aux différents enjeux, alors que la « carte vitale » « apparait pour les auteurs comme l’outil numérique qui supporte, coordonne et utilise différentes bases de données existantes, héberge ses propres données pour être l’outil fédérateur des différentes applications » . Cette carte pourra assurer « transparence, fiabilité et pérennité des informations, avec une utilisation ouverte, collaborative, incrémentale et une standardisation des données » et être complémentaire du « passeport rénovation énergétique » qui s’y intègrera aisément. Elle pourra contribuer à structurer la filière du bâtiment et favoriser les innovations. Elle aidera aussi les pouvoirs publics à suivre et améliorer les programmes d’actions.

## Objectifs d’une  «carte vitale du logement»

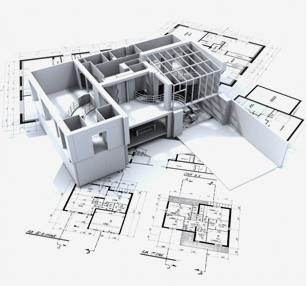
Dans la mesure du possible, les plans 2D sont convertis en un modèle 3D et une maquette numérique qui facilitera notamment le travail des corps de métiers pour l'entretien ou l'amélioration du logement

À l’ère du WEB 2.0 et à l’aube de la ville intelligente du bâtiment intelligent et des objets communicants rénover efficacement un logement (en maison individuelle ou en copropriété) nécessite de répondre de manière rapide et pertinente à de nombreuses questions : quels travaux réaliser, où, quand, comment, par qui, avec qui, à quels coûts et avec quelles aides, avec quels (éco)matériaux ou procédés plus économes en énergie et en déchets, avec quel ordre de priorité, etc.  De même pour un entretien optimisé et une gestion (éventuellement domotisée) ensuite. Pour cela, il est très utile de conserver la mémoire des travaux effectués et restant à faire.  
Dans un contexte où les systèmes d’information et la notion de « Bâtiment et informations modélisés » (BIM, équivalent de « Building information modeling ») tend à se développer et à se démocratiser, chacun peut s’appuyer sur de nouveaux outils et outils de diagnostic (ex maquette numérique, obligations de certains audits et diagnostics (DPE ou Diagnostic de performance énergétique, diagnostics de risques et dangers concernant le plomb, l’amiante ou les termites notamment). Ces diagnostics semblent parfois complexes ou  mal adaptés aux besoins des ménages et des artisans.
Par métaphore avec le diagnostic médical, les visites médicales et la prévention sanitaire, mieux vaut prévoir que guérir, et il est utile que le patient et les médecins disposent à tout moment d’un dossier médical à jour, dont certains aspects seront ouvert au pharmacien, à la sécurité sociale, etc. 
Un groupe de travail « Rénovation des logements : du diagnostic à l’usage » a imaginé le contenu de la "carte", son mode de fonctionnement et les étapes nécessaires à sa mise œuvre concrète. Pour ce groupe, la « carte vitale » des ouvrages existants et neufs, devrait sous forme « BIM », s’appuyer sur « les moments clés de la vie de l’ouvrage bâti » ; les autres propositions du groupe de travail BIM sont de faciliter sa mise en place et son utilisation par un « choc de simplification », de « Mobiliser la puissance publique pour le développement du BIM  ; et de Renforcer la dynamique de filière, par la réalisation d’une charte d’engagement volontaire des acteurs et d’un comité d’animation et de suivi ». Le contenu de cette carte devrait favoriser et faciliter les réhabilitations amenant les performances du bâtiment vers les standards du Bâtiment de basse consommation (BBC), éventuellement de manière phasée, en commençant par les travaux les plus utiles.
Pour ses promoteurs, son utilisation sera en effet ouverte, progressive, collaborative et incrémentale, permettant une mutualisation de données rendues « dynamiques » (ex : consommation réelles et en temps quasi-réel des consommations énergétiques) et interopérables grâce à un langage commun (probablement le standard IFC (Industry Foundation Classes) avec des liaisons vers la maquette numérique quand elle existe, tout en assurant sécurité et différents niveaux d’accessibilité de l’information (comme pour la « vraie » carte vitale). 
Elle sera ainsi très utile aux professionnels du bâtiment qui la remplieront et qui pourront mieux coordonner leur travail et avoir accès via le propriétaire du logement (ou le locataire) au bilan de santé de ce logement, et aux éventuelles opérations de rénovation ou modification qu’il a déjà subi .
La performance énergétique et la réduction de la précarité énergétique et des émissions de gaz à effet de serre sont ici des enjeux importants, mais pour les rapporteurs du groupe de travail de 2014, le bien être des occupants et donc la santé environnementale, la qualité de l'air intérieur, le confort d'été et d'hiver, le confort acoustique, l’accessibilité pour les personnes âgées ou à mobilité réduite sont aussi des enjeux à prendre en compte dans les diagnostics mémorisés par cette carte qui est aussi un outil d’aide à « l’utilisation » d’un bâtiment, la carte pouvant aussi contenir une base de données didactique (guide de fonctionnement du bâtiment) incluant des données sur l’utilisation optimale des équipements, des recommandations sur le tri, la gestion de l'eau, l'aération, etc.), des alertes préventives sur des actions à effectuer, un logiciel de suivi des consommations (compteurs, factures) ou d'évaluation du ressenti/confort des occupants.
Des statistiques globales sur l'état du parc des logements et les besoins de rénovation seront plus précises, et mieux mises à jour, au profit de politiques publiques plus réactives et pertinentes.

## Principes
Son socle d'information sera un premier diagnostic architectural, techniques et énergétiques du bâtiment ou du logement concerné, mais l’alimentation de la carte et son utilisation se feront de la construction neuve (ou d'une rénovation d'un logement ou bâtiment ancien) à la fin de vie en incluant toutes les opérations importantes de rénovation ou de mutation et incluant un contrôle a posteriori des performances du bâti,. Outre les relevés de consommation (éventuellement par poste) les réponses à un questionnaires de ressenti/bien-être des occupants pourraient y figurer.

## Mise en œuvre
Le rapport du groupe de travail (oct 2014) plaide pour une « mise en œuvre rapide de l’outil » (grâce à l’écriture d’un référentiel commun et à la création d’une plateforme numérique dédiée intégrant les applicatifs utiles ), sur la base d’une première version amenée à évoluer. « C’est pourquoi, le Plan Bâtiment Durable va maintenant favoriser l’émergence d’expérimentations d’un tel dispositif à différentes échelles (nationale, régionales, locales...) » . La carte pourrait être créée volontairement, quand l'usager le souhaite, et obligatoirement lors de la construction ou de certains travaux.
La carte vitale du logement doit être conçue pour les utilisateurs, évolutive et pouvoir  vivre avec le bâtiment a conclu le groupe de travail dédié (en oct 2014) .
La mise en place de cette carte peut s’appuyer sur des outils numériques tels que :
- « Building in One », développé par le Bureau Veritas ;
- « monCarnetMaison », le carnet de santé numérique de l'habitat ;
- « Passeport Efficacité Énergétique (P2E) » présenté par le think-tank « The Shift Project » et son groupe de travail ; porté depuis 2016 par l'association Expérience P2E[15]
- et d’autres outils existants tels que GISELE, Coach Copro, etc. ou éventuellement construits sur des bases logicielles libres)...

### Données
Chaque donnée porte sur un élément précis et répertorié du bâti (ex : toiture, isolation thermique, isolation phonique, diagnostic plomb, diagnostic amiante, fenêtres, système de chauffage, aération, etc.)
Trois niveaux de qualité de donnés (dynamique ou statique et plus ou moins précises, avec par exemple des plans ou volumes précis au centimètre ou au décimètre...) pourraient figurer sur la carte : 
1°) Donnée de base ; 2°) donnée enrichie ; 3°) donnée certifié (dont actes notariés).
Chaque donnée est accessible ou non (données privées), transmissibles (en open data “anonymisé”), ou sous condition (après autorisation par le particulier, et seulement à certains professionnels.

### Échelles de données
Trois échelles sont à considérer :
1. le logement individuel ;
2. les espaces communs (et leurs fonctions) au sein de la copropriété ;
3. le quartier et ses liens fonctionnels avec le bâtiment concerné (eau, gaz, électricité, assainissement, gestion des déchets, TIC et autres services...)

## Variantes
Une des propositions du groupe de travail dédié de 2014 est que le contenu de la carte puisse encore servir d’archive après la démolition ou un changement d'affectation du logement.

## Gouvernance
Le groupe de travail 2014 a proposé que cette gouvernance et le portage du dispositif soit partagé par une instance partenariale large rassemblant tous les acteurs ; il pourrait s'agir d'un GIE (comme pour la carte vitale de l’Assurance maladie) selon André Pouget.
Pour faciliter la collecte et l’agrégation des informations utiles par tous et chacun les rapporteurs ont proposé en 2014 que cette carte vitale soit « un outil d’open data et d’open source » dont l’accessibilité en lecture et en écriture serait toutefois « différenciée, qualifiée et le contrôle des données organisé », pour des raisons de protection des données personnelles.

## Coût global
Il doit prendre en charge une plateforme Web, un modèle numérique, la maintenance d’une base de données et l’entretien d’un processus qualité mais permettra d’importantes économies de ressources (en eau, en énergie notamment), avec un lien à construire entre les business modèles numériques et ceux du secteur du bâtiment et de l’immobilier (audit, programmes de travaux, etc.) : dégager des synergies de valeur ajoutée.